# Понтито (Пистоја)
Понтито је насеље у Италији у округу Пистоја, региону Тоскана.
Према процени из 2011. у насељу је живело 53 становника. Насеље се налази на надморској висини од 723 м.